# شیوع (فیلم ۲۰۱۱)
شیوع (به انگلیسی: Contagion) یک فیلم آمریکایی در ژانر فاجعه‌ای مهیج به کارگردانی استیون سودربرگ است که در سال ۲۰۱۱ منتشر شد. ماریون کوتیار، مت دیمون، لارنس فیشبرن، جود لا، گوئینت پالترو و کیت وینسلت بازیگران این فیلم هستند. این فیلم ابتدا در ۳ سپتامبر ۲۰۱۱ در شصت و هشتمین جشنواره فیلم ونیز اکران شد و سپس در ۹ سپتامبر به اکران عمومی آمد. فیلم نقدهای مثبتی از طرف منتقدان دریافت کرد و در زمینه روایت و اجرا تیم بازیگری ستایش شد.
داستان این فیلم الهام گرفته و تحت تأثیر از بیماری‌های واگیردار در دهه اول سال ۲۰۰۰، همچون شیوع نوعی از کرونا ویروس به نام سارس در سال ۲۰۰۲ و آنفلوانزای خوکی در سال ۲۰۰۹ است. مجله نیو ساینتیست بریتانیا در گزارشی، دقت علمی فیلم را تصویر کردن یک ویروس و علائم آن و نوع اپیدمی تحسین کرد.

## خلاصه داستان
یک زن تاجر جوان به نام بث، پس از سفری چند روزه از هنگ کنگ به شهر خود شیکاگو بازمی‌گردد. بث که پیش از سوار شدن به هواپیما، علائم سرماخوردگی دارد، پس از بازگشت به خانه بی‌هوش شده و بعد از انتقال به بیمارستان می‌میرد. دکترها و پرستاران قادر به توضیح علت مرگ وی برای شوهرش نیستند. هم‌زمان، گزارش‌های مختلفی از سراسر جهان مبنی بر مرگ چندین نفر دیگر بر اثر ویروسی ناشناخته منتشر می‌شود و مرکز کنترل و پیشگیری بیماری در آتلانتا متوجه موضوع می‌شود. با گذشت زمان مشخص می‌شود که بث نخستین قربانی آمریکایی و بیمار صفر این ویروس در آمریکا بوده که اکنون تبدیل به اپیدمی جهانی شده و نسل بشر را در خطر قرار داده‌است.

## بازیگران
- ماریون کوتیار
- مت دیمون
- لارنس فیشبرن
- جود لا
- گوئینت پالترو
- کیت وینسلت
- برایان کرانستون
- سنا لیثن
- مونیک گابریلا کرنن

## اقبال پس از یک دهه
این فیلم که در سال ۲۰۱۱ شصت و یکمین فیلم پرفروش بود، در سال ۲۰۲۰ هم‌زمان با دنیاگیری کروناویروس و پیامدهای آن و شباهت این رخدادها با داستان و فضای فیلم، توجهات جهانی را بسوی خود جلب کرد. شرکت برادران وارنر گزارش کرد که سال‌ها بعد از اکران فیلم، تماشاگران نسخه اینترنتی آن تنها در طی ماه ژانویه ۲۰۲۰ چندین برابر شد. این فیلم که پیش‌تر دویست و هفتادمین عنوان محبوب در کاتالوگ محصولات این استودیو بود، با گذشت سه ماه از شیوع کووید ۱۹ محبوبیتش فقط از هشت فیلم هری پاتر کمتر شد.

## شباهت با شیوع ویروس کووید ۱۹
شباهت‌های فراوان فیلم شیوع با واقعیات روی داده در ماجرای شیوع کووید ۱۹ دلیل اصلی محبوبیت این فیلم پس از یک دهه بود. ازجمله می‌توان به این موارد اشاره کرد:
در این فیلم یک تاجر زن اهل آمریکا در پی دست دادن با آشپزی در هنگ‌کنگ به ویروس جدیدی بنام MEV-1 آلوده می‌شود. این ویروس از طریق لاشه یک خوک که توسط خفاشی گزیده شده به آشپز منتقل شده بود. این خانم پس از بازگشت به آمریکا به شدت بیمار شده و در فاصله کوتاهی می‌میرد. در ماجرای واقعی کووید ۱۹ نیز معلوم شد که شیوع ویروس کرونای کووید ۱۹ با انتقال آن از حیوان به انسان در ماه دسامبر ۲۰۱۹ در شهر ووهان چین آغاز شده‌است. حتی گفته می‌شود که ناقل اصلی آن نیز خفاش بوده، مشابه اتفاقی که در جریان همه‌گیری بیماری سارس در بین سال‌های ۲۰۰۲ و ۲۰۰۳ افتاد. این ویروس احتمالاً با وساطت حیوان دیگری به انسان منتقل شده‌است.
ویروس تخیلی فیلم شیوع، دقیقاً مانند ویروس کرونای کووید ۱۹، از طریق تماس مستقیم یا تماس با سطوح آلوده بین انسان‌ها منتقل می‌شود. هر دو ویروس تخیلی و واقعی باعث ایجاد مشکلات تنفسی می‌شوند.
شیوع ویروس در این فیلم باعث می‌شود تا کارمندان نهادی که واقعاً وجود دارد بنام سرویس اطلاعات همه‌گیری آمریکا برای شناسایی و قرنطینه افراد مبتلا اعزام شوند. شهر شیکاگو در آمریکا به صورت کامل قرنطینه می‌شود، اتفاقی که شبیه قرنطینه کامل شهرهای مختلف در چین و بسیاری از کشورهای دیگر است. فرماندار ایالت نیویورک در آمریکا روز جمعه ۸ فروردین ۱۳۹۹ اعلام کرد از روز یکشنبه وضعیت قرنطینه عمومی در این ایالت اجرا خواهد شد.
با این حال تفاوت‌هایی نیز به‌چشم می‌خورد به عنوان مثال ویروس تخیلی فیلم مشتقی از ویروسی واقعی به نام نیپاه است که به خانواده ویروس‌های کرونا تعلق ندارد. همچنین نرخ مرگ‌ومیر ویروس تخیلی فیلم با ۲۵ درصد بسیار متفاوت از میزان کشندگی ویروس کرونای واقعی با حدود ۳٫۴ درصد است.
در فیلم، ویروس جدید پس از یک ماه ۲۶ میلیون نفر را در سراسر دنیا می‌کشد. اما تعداد افرادی که جان خود را به سبب ویروس کرونای کووید ۱۹ از دست داده‌اند پس از حدود ۳ ماه کمتر از ۲۵ هزار نفر بود. شاید بتوان گفت در دوران معاصر فقط شیوع آنفلوانزای اسپانیایی که در فاصله سال‌های ۱۹۱۸ و ۱۹۲۰ به مرگ بیش از ۵۰ میلیون نفر در سراسر جهان منجر شد با این فیلم برابری می‌کند.

## مقبولیت علمی و تئوری‌های توطئه
توجه اسکات برنس نویسنده فیلم‌نامه به مقبولیت علمی آن دلیل دیگری برای محبوبیت این فیلم است. استیون سودربرگ کارگردان فیلم نیز برای ساختن فیلمی «فوق‌العاده واقع بینانه» در مورد بهداشت عمومی و پاسخ علمی به یک بیماری همه گیر مصمم بود. اسکات برنس هنگام نوشتن فیلمنامه از گروهی از ویروس‌شناسان و همه‌گیرشناسان، از جمله کارشناسان سازمان بهداشت جهانی، مشورت گرفته بود. به گفته او «شباهت ویروس فیلم ما به ویروس کرونا جزئی، اتفاقی و واقعاً بی‌اهمیت است. چیزی که اهمیت دارد و دقیق است واکنش اجتماعی و فراگیری وحشت و تأثیرهای ثانویه آن است.» در این فیلم شخصیتی به تصویر کشیده شده‌است که شایعاتی بی‌اساس دربارهٔ این ویروس منتشر می‌کند و درمان‌هایی جعلی برای آن ارائه می‌دهد. اتفاقی که در پس از شیوع ویروس کرونای کووید ۱۹ نیز بارها روی داد. به عنوان مثال شرکت آمازون اخیراً اعلام کرد که از فروش بیش از یک میلیون قلم کالا توسط اشخاص ثالث به دلیل ادعاهای نادرست فروشندگان مبنی بر درمان بیماری کووید-۱۹ جلوگیری کرده‌است.
از طرف دیگر، افراد یا منابعی اخبار جعلی و شایعات گوناگونی دربارهٔ منشأ این ویروس مطرح کردند، از جمله شایعاتی مبنی بر تولید این ویروس به عنوان سلاح بیولوژیکی. حتی خود برنس نیز هدف یکی از این تئوری‌های توطئه قرار گرفت. او در مصاحبه با روزنامه نیویورک تایمز گفت که عده‌ای در شبکه‌های اجتماعی با او تماس گرفته بودند و او را به عضویت در سازمانی مخفی که هدفش کنترل مسائل دنیا است متهم کرده بودند. به گفته او «به یاد دارم که یکی از نگرانی‌هایم در آن زمان این بود که شیوع اطلاعات نادرست می‌تواند به اندازه خود ویروس خطرناک باشد.» این فیلم به موضوعات مختلفی می‌پردازد، از جمله عواملی که باعث وحشت مردم و فروپاشی نظم اجتماعی می‌شود، فرایند علمی برای توصیف و ساخت پاتوژن جدید، تعادل انگیزه‌های شخصی در برابر مسئولیت‌های حرفه‌ای و اخلاقی در مواجهه با یک تهدید موجود، محدودیت‌ها و پیامدهای پاسخ‌های نظام بهداشت عمومی، و فراگیر بودن ارتباطات بین فردی که می‌توانند در گسترش بیماری نقش بسزایی داشته باشند.
این فیلم نمونه‌هایی از روان‌شناسی اجتماعی و رفتار جمعی را ارائه می‌دهد که می‌تواند منجر به هیستری جمعی و از بین رفتن نظم اجتماعی شود. ناراحتی، خشم و ناتوانی در ارتباط با کمبود اطلاعات، همراه با رسانه‌های جدید مانند وبلاگها، به نظریه پردازان توطئه اجازه می‌دهد تا اطلاعات و ترس را گسترش دهند، که خود تبدیل به نوعی آلودگی خطرناک می‌شوند.